# サッポロスーパークリア
サッポロスーパークリア（SAPPORO SUPER CLEAR）は、サッポロビールが製造するノンアルコールの炭酸飲料。2009年9月30日より、アルコール分0.00%。
他社のノンアルコールビールテイスト飲料同様、アルコール分0.00%なので法律上の問題はないと説明しているものの、（満19歳以下の）未成年者が飲用するのを推奨していない。
2011年3月16日より後継商品として、麦芽100%を使用した「サッポロプレミアムアルコールフリー」が発売されることにより、同製品は発売を中止した。

## 概要
サッポロビールのビールテイスト炭酸飲料の歴史は、1969年発売の「サッポロライト」から始まっており、同社は日本のビールテイスト炭酸飲料のパイオニアである。
2002年
「スーパークリア」は、消費者の健康指向が高まりつつある中、「アルコールをなるべく摂取せずにビヤテイストを楽しみたい」という声に応えて開発された。
2002年の秋、飲食店等で販売を開始し、リサーチの結果、飲みやすさ、料理との相性の良さなど、来客から好評であった。
12月、スーパークリアは、パイオニアとしての技術で、すっきりクリアな味わいに仕上げられ、日本全国で発売された。
デザインは白色と青色のすっきりした色合いである。2002年の発売当初のアルコール分は約0.5%で、355mlのワンウェイ瓶での販売であった。2002年当初の年間販売目標は、20万ケース（1ケースは355mlの瓶24本で換算。約1,700kl）。
2003年
予想を大きく上回る好調な販売状況の中、健康志向による低カロリーへの要望が高まり、スーパークリアは、より低カロリーにリニューアルされた。商品ラインナップに、350mlの缶が加えられ、リニューアルの355mlワンウェイ瓶とともに、4月23日、新発売の運びとなった。
2004年
カジュアルな低アルコール飲料として支持される中、缶350ml、びん355mlをリニューアルし、3月から販売を開始。
より本格的なビールテイストに仕上げるべく、麦芽エキスを配合するなど工夫をし、健康志向の高まりに応えてカロリーを従来品の約半分にした。
2009年
アルコール分0.00%ビールテイスト炭酸飲料へ注目が高まる中、サッポロビールは市場拡大を見込み、2009年9月30日、スーパークリアをアルコール分0.00%にリニューアル、20歳以上の成人向け商品として発売した。350ml缶と、瓶334mlのリターナブル瓶の2種類がある。
消費者の健康志向が高まる中、より糖質をおさえ、カロリーも従来比で約37%オフ。
2009年9月末から2009年12月末の３か月間の販売目標は、5万ケース（1ケースは633mlの大びん20本で換算。633kl）。
リニューアル発売に伴い、同社のオフィシャルサイトのショップ内では、2009年9月15日を以って従来品（アルコール分約0.5%）の販売終了。

## 商品の特徴
| 水溶性食物繊維                             |
| 糖類（水飴、果糖ぶどう糖液糖）             |
| 麦芽エキス                                 |
| 香料                                       |
| カラメル色素                               |
| 酸味料                                     |
| 酸化防止剤（ビタミンC）                    |
| データは2009年9月30日の リニューアル商品。 |

| エネルギー                                 | 6 kcal     |
| たんぱく質                                 | 0 g        |
| 脂質                                       | 0 g        |
| 糖質                                       | 1.0 g      |
| 食物繊維                                   | 1.5 g      |
| ナトリウム                                 | 0 mg       |
| プリン体                                   | 0 - 0.3 mg |
| データは2009年9月30日の リニューアル商品。 |            |

### マーケティング戦略
他社のアルコール分0.00%ビールテイスト炭酸飲料が、軒並みビールらしい味を追求する一方、スーパークリアは機能性が重視されている。水溶性食物繊維も他社にない特徴であり、低カロリーでプリン体が低い。
有限会社金森マーケティング事務所の金森努取締役は、サッポロビール株式会社以外の大手飲料メーカー各社は、「いかにビールにそっくりな味を再現できるか!」という前提条件で、特徴を出すべく競合していると分析する。

### 製法
2009年、日本では、アルコール分0.00%のビールテイスト炭酸飲料が相次いで発売された。日本の飲料メーカー各社のビールテイスト炭酸飲料は総じて、糖化させた「麦芽」に「ホップ」を加えて煮込み、「麦汁」をつくる。そこに炭酸やその他の成分を加える。
そうした中でスーパークリアは、「麦汁」をつくる工程を経ず、「麦芽」「ホップ」も使わない。「麦芽」の代わりに「麦芽エキス」、「ホップ」の代わりに「ホップの香りの香料」を使用している。スーパークリアは、早くから「麦芽エキス」を使用してきた。ビールらしい味へのこだわりよりも、カジュアルでライトな飲み物の要望に合わせて開発したという背景がある。
麦芽エキスは最適な比率で配合され、雑味を低減。スーパークリアの商品名をイメージさせる、爽快な味わいに仕上げられている。